# Anoplodactylus
Anoplodactylus är ett släkte av havsspindlar som först beskrevs av Wilson 1878. Enligt Catalogue of Life ingår Anoplodactylus i familjen Phoxichilidiidae, men enligt Dyntaxa är tillhörigheten istället familjen Anoplodactylidae.

## Dottertaxa tillAnoplodactylus, i alfabetisk ordning[1][2]
- Anoplodactylus aculeatus
- Anoplodactylus allotrius
- Anoplodactylus anarthrus
- Anoplodactylus angulatus
- Anoplodactylus aragaoi
- Anoplodactylus arcuatus
- Anoplodactylus arescus
- Anoplodactylus arnaudae
- Anoplodactylus australis
- Anoplodactylus bahamensis
- Anoplodactylus baldarus
- Anoplodactylus batangensis
- Anoplodactylus bourboni
- Anoplodactylus bova
- Anoplodactylus brasiliensis
- Anoplodactylus brevicollis
- Anoplodactylus brevirostris
- Anoplodactylus brochus
- Anoplodactylus brucei
- Anoplodactylus bruuni
- Anoplodactylus californicus
- Anoplodactylus calliopus
- Anoplodactylus capensis
- Anoplodactylus carnatus
- Anoplodactylus chamorrus
- Anoplodactylus chilensis
- Anoplodactylus compactus
- Anoplodactylus compositus
- Anoplodactylus coxalis
- Anoplodactylus cribellatus
- Anoplodactylus cryptus
- Anoplodactylus dauphinus
- Anoplodactylus dentimanus
- Anoplodactylus derjugini
- Anoplodactylus digitatus
- Anoplodactylus erectus
- Anoplodactylus eroticus
- Anoplodactylus evansi
- Anoplodactylus evelinae
- Anoplodactylus exaggeratus
- Anoplodactylus excelsus
- Anoplodactylus falciclavus
- Anoplodactylus galetensis
- Anoplodactylus gestiens
- Anoplodactylus gibbifemoris
- Anoplodactylus glandulifer
- Anoplodactylus haswelli
- Anoplodactylus hokkaidoensis
- Anoplodactylus hwanghaensis
- Anoplodactylus imperialis
- Anoplodactylus imswe
- Anoplodactylus inermis
- Anoplodactylus insigniformis
- Anoplodactylus insignis
- Anoplodactylus iuleus
- Anoplodactylus jonesi
- Anoplodactylus jungersi
- Anoplodactylus justi
- Anoplodactylus krappi
- Anoplodactylus lagenus
- Anoplodactylus laminatus
- Anoplodactylus laminifer
- Anoplodactylus lentus
- Anoplodactylus lineatus
- Anoplodactylus longiceps
- Anoplodactylus longiformis
- Anoplodactylus mamillosus
- Anoplodactylus marcusi
- Anoplodactylus maritimus
- Anoplodactylus marshallensis
- Anoplodactylus massiliensis
- Anoplodactylus massiliformis
- Anoplodactylus micros
- Anoplodactylus minusculus
- Anoplodactylus minutissimus
- Anoplodactylus monotrema
- Anoplodactylus muelleri
- Anoplodactylus multiclavus
- Anoplodactylus neglectus
- Anoplodactylus nodosus
- Anoplodactylus oculatus
- Anoplodactylus oculospinosus
- Anoplodactylus ophiurophilus
- Anoplodactylus pacificus
- Anoplodactylus paradigitatus
- Anoplodactylus pectinus
- Anoplodactylus perforatus
- Anoplodactylus petiolatus
- Anoplodactylus pharus
- Anoplodactylus polignaci
- Anoplodactylus prominens
- Anoplodactylus pseudotarsalis
- Anoplodactylus pycnosoma
- Anoplodactylus pygmaeus
- Anoplodactylus quadratispinosus
- Anoplodactylus reimerae
- Anoplodactylus robustus
- Anoplodactylus sandromagni
- Anoplodactylus shimodaensis
- Anoplodactylus simplex
- Anoplodactylus simulator
- Anoplodactylus spinirostrum
- Anoplodactylus spinosus
- Anoplodactylus spurius
- Anoplodactylus squalidus
- Anoplodactylus stellatus
- Anoplodactylus stictus
- Anoplodactylus stocki
- Anoplodactylus stri
- Anoplodactylus tanseii
- Anoplodactylus tarsalis
- Anoplodactylus tenuicorpus
- Anoplodactylus torus
- Anoplodactylus trispinosus
- Anoplodactylus tuberculosus
- Anoplodactylus tubiferus
- Anoplodactylus turbidus
- Anoplodactylus typhloides
- Anoplodactylus typhlops
- Anoplodactylus unilobus
- Anoplodactylus velamellus
- Anoplodactylus vemae
- Anoplodactylus versluysi
- Anoplodactylus virescens
- Anoplodactylus viridintestinalis
- Anoplodactylus viriosus
- Anoplodactylus vulcanus
- Anoplodactylus xenus